# Deidesheimer Kieselberg

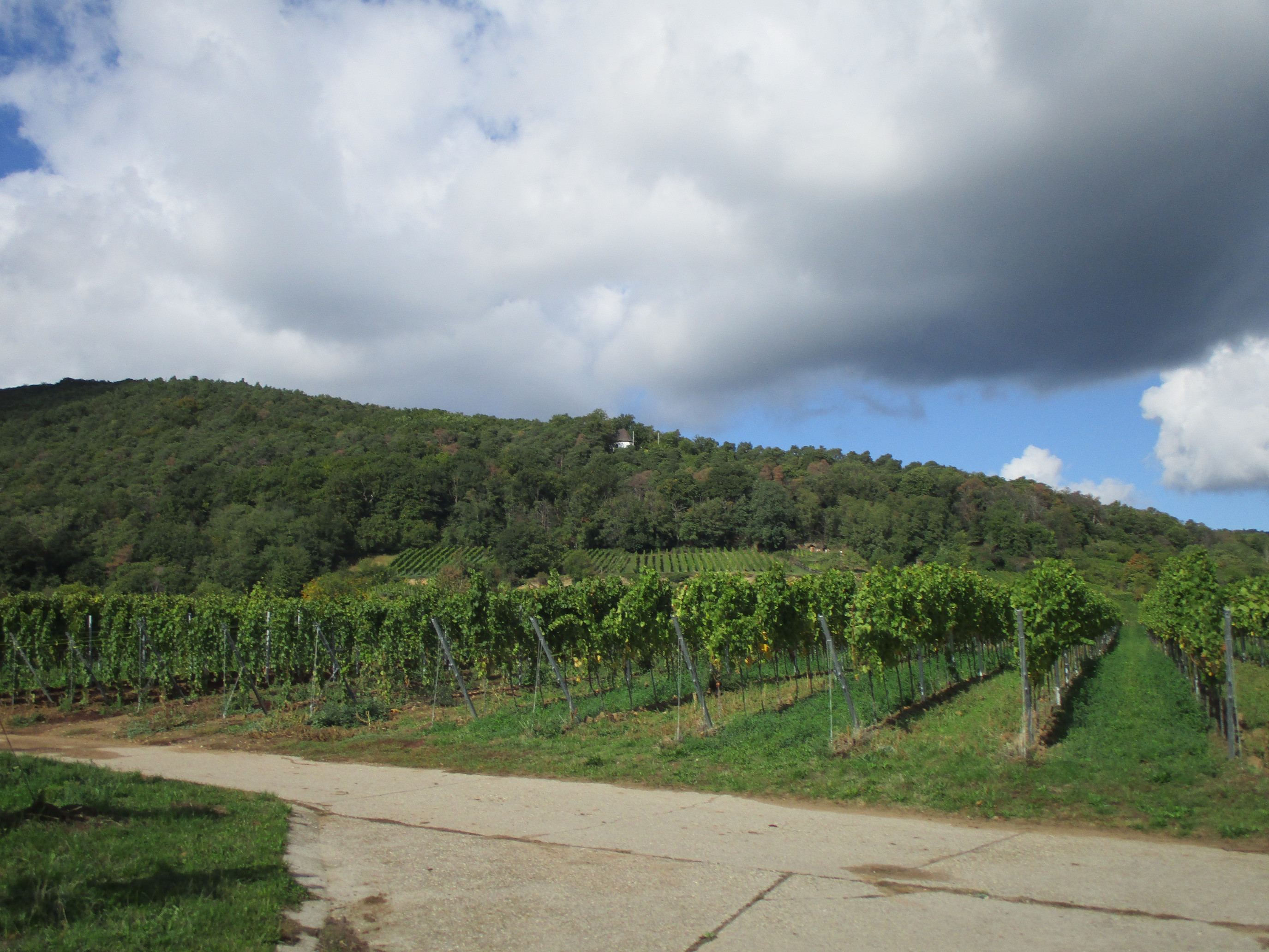
Weinberge des „Kieselbergs“

Kieselberg heißt eine Weinlage, die westlich der pfälzischen Kleinstadt Deidesheim (Rheinland-Pfalz) liegt. Ihre Rebfläche umfasst 16,6 ha.

## Lage, Klima, Böden
Der Kieselberg gehört zum Anbaugebiet Pfalz und hier wiederum zum Bereich Mittelhaardt-Deutsche Weinstraße. Es handelt sich um eine Einzellage, die Teil der Großlage Forster Mariengarten ist. Der Kieselberg liegt auf einer Höhe von etwa 150 bis 160 m ü. NHN und ist zu 100 % flach.
Die Böden des Kieselbergs bestehen aus Lehm, lehmigem Sand, stellenweise mit Geröllen durchsetzt, sandigen Tonen, es finden sich vereinzelt Sandsteinverwitterungen; die Beschaffenheit der Böden wechselt häufig zwischen diesen Typen. Der Gebirgszug der Haardt schützt in seinem Lee den Kieselberg vor Niederschlägen.

## Name
Die Erstnennung des Namens war im Jahr 1234 („Cuselberch“)